# Ila Palma
La Ila Palma è una casa editrice italo-brasiliana, con sedi a Palermo e San Paolo.

## Storia
Viene fondata nel 1959 da Renzo Mazzone (1924-2014) come "Editrice Palma".
Nel 1967, l'attività si estende al Brasile e la società cambia il suo nome in "ILA Palma (Italo Latino-Americana Palma)".
Dal 1983 il figlio Rean affianca il padre nella gestione dell'azienda.
La casa editrice è specializzata in saggistica (architettura, antropologia, filosofia, pedagogia, storia) ma nel catalogo, di oltre un migliaio di titoli, sono presenti anche vari titoli di narrativa e poesia.
Fra gli autori pubblicati da Ila Palma, si ricordano Nello Saito, l'ex Capo di Stato del Brasile José Sarney, i giornalisti Franz Maria d'Asaro e Gennaro Malgieri, già direttore del Secolo d'Italia, il commediografo Antonio Garau, il politologo Enrico Landolfi, oltre a diversi intellettuali, giornalisti e scrittori siciliani, tra cui Franco Nicastro, Armando Plebe, Antonino Palumbo, Tommaso Romano, Elio Giunta, Leoluca Orlando, Gaetano Ingrassia e Vincenzo Noto.
Dal 1994 Ila Palma si diversifica anche come casa di produzione cinematografica, con la TEA Nova (Tecniche Editoriali Ars Nova) producendo fra gli altri film dei registi Ciprì e Maresco, Costanza Quatriglio e Roberta Torre.